# Bœurs-en-Othe
Bœurs-en-Othe – miejscowość i gmina we Francji, w regionie Burgundia-Franche-Comté, w departamencie Yonne.
Według danych na rok 1990 gminę zamieszkiwało 241 osób, a gęstość zaludnienia wynosiła 11 osób/km² (wśród 2044 gmin Burgundii Bœurs-en-Othe plasuje się na 671. miejscu pod względem liczby ludności, natomiast pod względem powierzchni na miejscu 379.).